# Luther Elliss
Luther John Elliss (Mancos, 22 marzo 1973) è un ex giocatore di football americano statunitense che ha militato nel ruolo di defensive tackle nella National Football League (NFL).

## Biografia
Al college, Fields giocò a football all'Università dello Utah, venendo premiato come All-American. Fu scelto come 20º assoluto nel Draft NFL 1995 dai Detroit Lions. Vi giocò per otto stagioni con un primato personale di 8,5 sack nel 1997 e venendo convocato per il Pro Bowl nel 1999 e nel 2000. Fu svincolato dopo avere giocato solo cinque partite nella stagione 2003, firmando per un'ultima stagione con i Denver Broncos.

## Palmarès
- Convocazioni al Pro Bowl: 2

1999, 2000

## Statistiche
| Partite    | 134  |
| Tackle     | 331  |
| Sack       | 29,0 |
| Intercetti | 0    |